# 키아니나

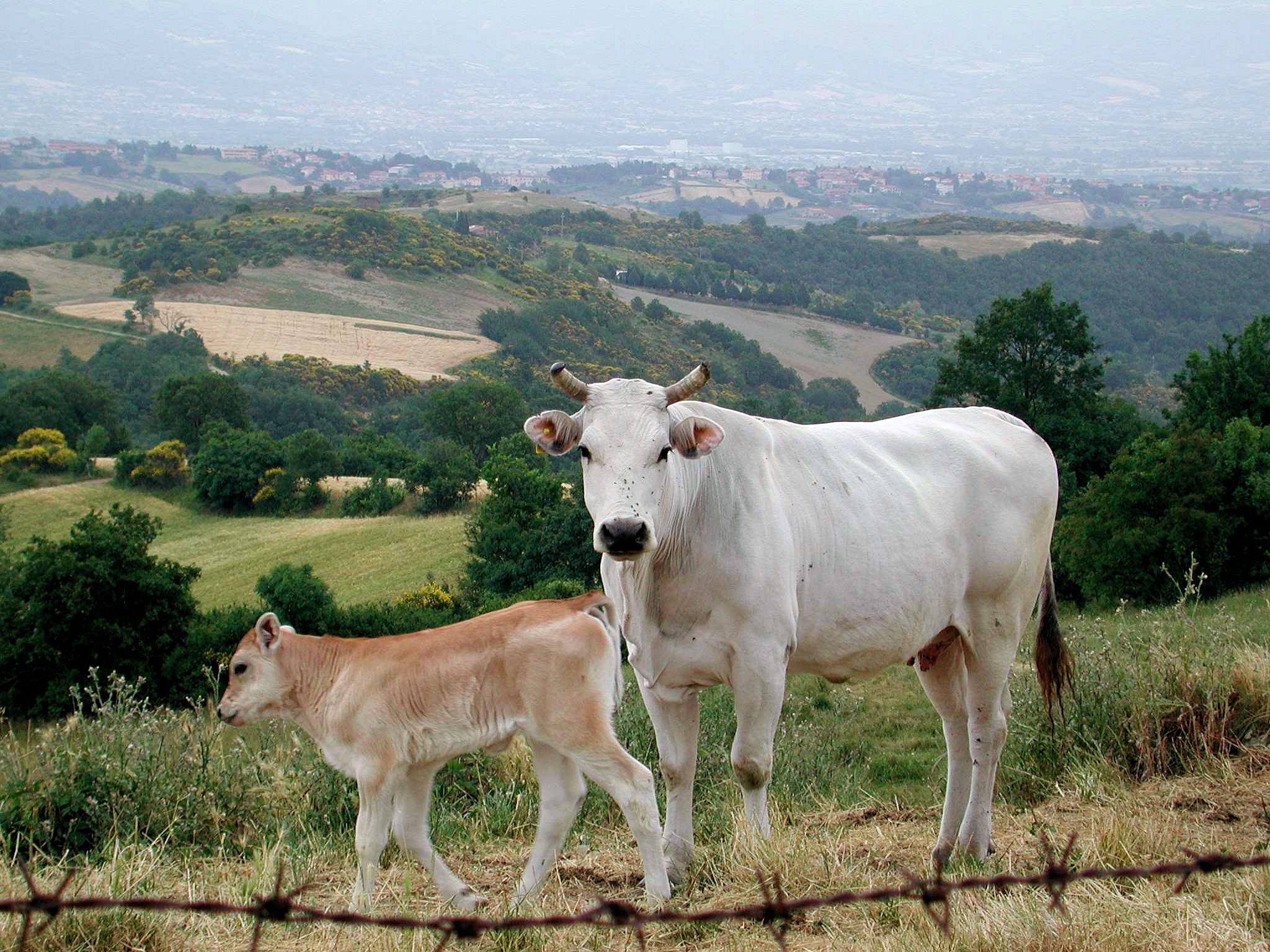
토스카나 지역의 키아니나와 송아지

키아니나 (Chianina)는 이탈리아 지역의 대형 백우 품종이다. 과거에는 주로 짐을 끄는 품종으로서 길러졌으나 현재는 육우로서 키워지고 있다. 전 세계에서 가장 크고 오래된 품종 중 하나이다. '비스테카 알라 피오렌티나'가 키아니나에서 나오는 육류로 만들어진다.

## 역사
키아니나는 소의 품중 중 가장 오래된 것 중 하나이다. 품종의 이름이 유래한, 발디키아나와 테베레강 중류 지역에서 기원했다. 키아니나 품종은 이탈리아의 토스카나, 움브리아, 라치오 등지에서 최소한 2,200년간 길러져 왔다. 서기 55년경에 소의 종류에 대해 글을 남겼던 콜루멜라는 "Umbria vastos et albos ..." (VI.I.2)라는 말을 남겼는데, 이는 "움브리아에는 거대하고, 하얀 색깔의 종이 있다"라고 해석된다.:258 키아니나 품종은 기계화와 제2차 세계대전 종전 이후 소작제 붕괴가 일어날 때까지 주된 농업 동력이었으며 최소한 1970년까지 농업에 사용되었고 팔리오 디 시에나의 '코르테오 스토리코' 같은 행사 등에서 여전히 사용된다.
1931년부터 사육자들은 짧은 다리에, 긴 몸체, 한층 더 중량이 나가는 엉덩이와 허벅지 등 육류 생산에 좀 더 걸맞는 동물들을 선호하기를 시작했으며 최근 들어 사육자들의 선택은 통한 생산량, 도체 수율, 그리고 소에 있어서는 모성 능력 등에도 기반을 두고 있다. 한 자료에서는 혈통 기록서가 1856년까지 거슬러 올라간다고 하고, 다른 자료에서는 'Libro Genealogico' (족보학에 따른 혈통기록서)의 성립을 1933년으로 보기도 하는데, 이 시기에 당시 이탈리아 농업식량산림부의 품종 기준의 확립 및 형태적으로 적합한 개체를 식별하고 표기하고 등록할 위원회가 설립되었으며 키아니나 품종의 기준은 1935년 8월 7일 정부 부처의 령으로 확정되었다. 과거에는 시에네세 발디키아나, 아바디아 디 몬테풀차노의 에레디 델 콘테 바스토지 (Eredi del conte Bastogi) 등 대규모 축산업자들이 명부를 관리했었고, 축산업자들이 1899년에 혈통 기록서 성립을 주요 목표로 한 발디키아나 농업인 단체 (Società degli Agricoltori della Valdichiana)라는 단체를 성립했다.
제2차 세계 대전 이래로 키아니나는 고품질의 육류를 목적으로만 길러지는 세계적인 품종이 되었다. 냉동된 정액 및 배아 등 종축의 수출을 통해, 중국, 러시아, 아시아 및 아메리카 등지의 국가들로 퍼져나갔다.

## 품종 특성

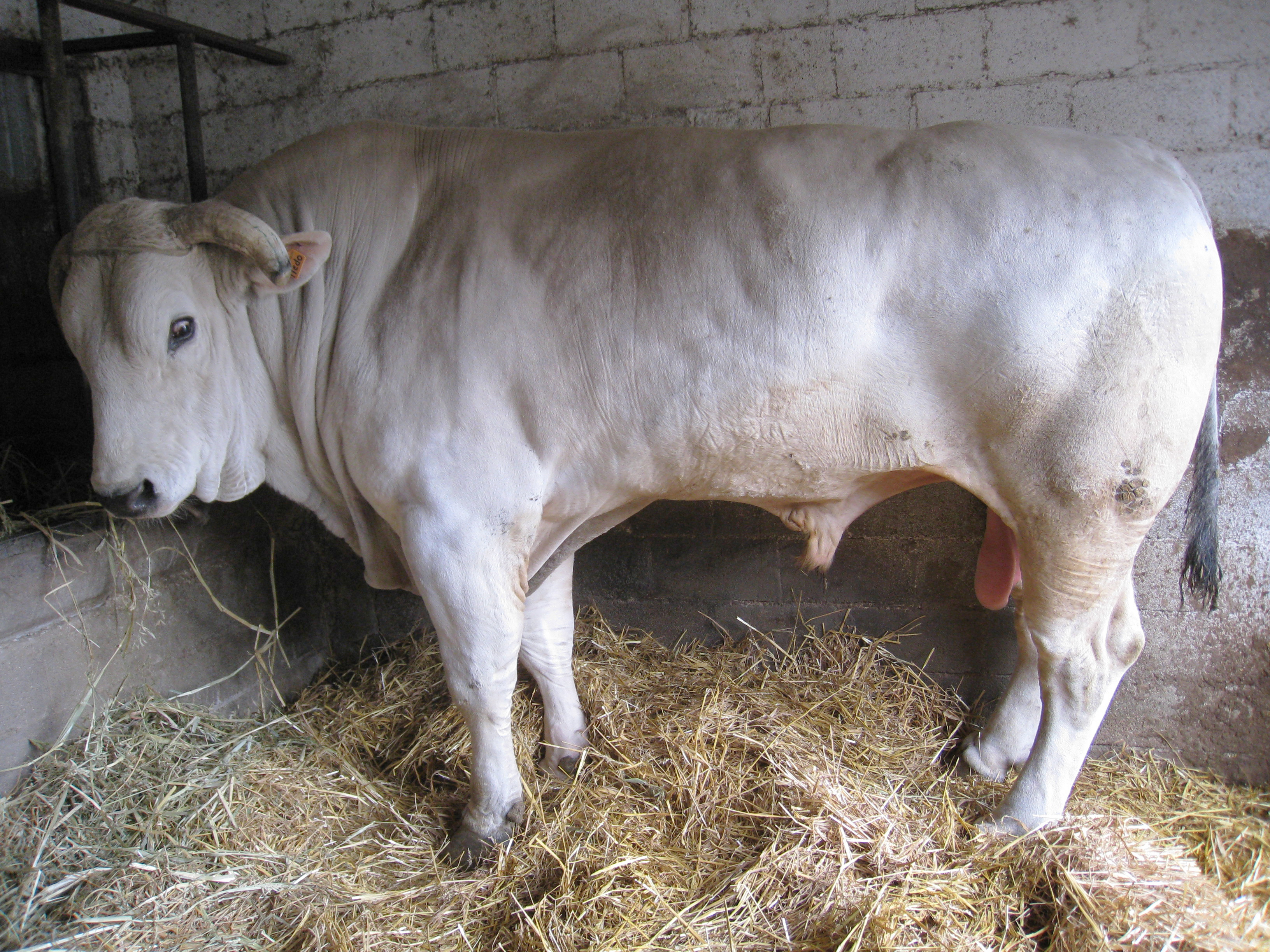
키아니나 수소

키아니나는 키가 크고 체중이 많이 나가는 소 품종이다. 거세하지 않은 성체 수소는 크기가 1.8 m (5 ft 11 in)이고, 거세한 경에우는 2 m (6 ft 7 in)에 이를 수 있다. 거세하지 않은 개체가 체중 1,600 kg (3,500 lb)을 넘는 것은 흔하지 않다. 12달 째 크기가 1.51 m (4 ft 11 in)에 도달한 수소가 우수 등급으로 여겨진다. '도네토'라는 이름의 키아니나 수소가 가장 무거운 수소로서 세계 기록을 보유하고 있으며, 한 자료에 의하면 1955년 아레초 지역에서 그 모습을 보였을 때 무게가 1,740 kg (3,840 lb)만큼 나갔다고 전해지나, 도네토가 자랐던 시에나도의 시날룬가 인근 테누타 라 프라타 (Tenuta La Fratta)를 포함한 곳에서 8세의 나이에 무게 1,780 kg (3,920 lb)에 키 1.85 m (6 ft 1 in)가 도달한 개체가 있기도 했다. 일반적으로는 무게가 800–900 kg (1,800–2,000 lb) 정도이나, 1,000 kg (2,200 lb)이 넘는 거도 흔하다. 크기가 1.65 m (5 ft 5 in) 넘어가는 개체들이 최상급으로 분류된다. 송아지 때는 일반적으로 출생 시  50 kg (110 lb)이 넘어간다.
키아니나의 가죽은 흰색이며 눈 주위와 앞부분에 약간의 회색 음영이 있는 것은 허용된다. 피부, 코끝, 꼬리털, 발굽, 뿔 끝은 검은색이며, 항문, 음문, 눈꺼풀, 입천장, 혀, 그리고 음낭 하부와 같은 자연 개구부도 검은색을 띤다.:20
2010년 말에 이탈리아 내 등록된 키아니나 개체는 47,236 마리이었으며, 그 중 90% 이상이 토스카나, 움브리아, 라치오에 있었다. 마르키자나 품종에 이은, 이탈리아 토착 소 품종이다.

## 용도
키아니나는 이중 목적의 품종이며 육류 및 사역소 용도로 길러진다. 키아니나의 우유는 젖먹이 용도로는 거의 충분치 않다.

### 사역용
기계로 대체된 최근까지도, 키아니나는 이 소 품종이 기원한 아레초, 피렌체, 리보르노, 페루자, 피사 (일부 지역), 시에나, 일부에서는 더 멀리 떨어진 카세르타, 라티나, 테르니 등에서 농업 및 도로 수송에서 있어서 뛰어난 성과를 거두며 사용되었다. 키아니나는 가파른 언덕 지형에서 특히나 도입되었고 당시 혼합 농업 및 소작제 하의 소규모 경작지로 이뤄져 있던 농가 전반적으로 적합했다. 이 지역의 전형적인 '카사 콜로니카' (casa colonica) 즉 교외 농가에서는 지상층에서는 소를 위한 별도의 공간을 마련하고, 반면에 그 위층에 사람이 거주하는 공간을 두었다.
이때 각기 다른 환경에서 비롯한 발현형질 차이에 근거하여, 키아니나 종 내에서 발디키아나의 키아니나 종, 발다르노의 키아니나 종, 피렌체도의 구릉 지대의 칼바나 종 (1985년 이래로 별도의 종으로 구분), 페루자도의 페루지나 등 구분할 수 있는 네 가지 형태가 존재했다.
수소와 암소 모두 항상 한 쌍으로 목에 거는 형태의 멍에로 연결된 채 함께 작업하였다. 오늘날 키아니나는 이탈리아에서 팔리오 디 시에나 같은 공공 해사를 제외하면 이탈리아에서는 거의 보이지 않는다.
북미 지역에서 키아니나는 소 끌기 대회 참가 목적으로 훈련된다. Conroy는 한 쌍의 소가 스톤보트로 6,045 kg (13,327 lb)를 끄는 걸 보여주었다.

### 육류 생산
육류 생산에 있어, 키아니나 품종은 하루에 2 kg (4.4 lb)을 넘어서는 성장률, 높은 수율과 품질, 열과 햇볕에 대한 내성으로 인해 손꼽힌다. 뛰어난 방목 능력을 갖추고 있으며, 다른 많은 가축 소들보다 질병과 해충에 대한 저항력이 뛰어나다.
이상적인 도살 체중은 16-18개월에 도달했을 때 650–700 kg (1,430–1,540 lb)이며, 이때의 수율은 64–65% 정도이다. 키아니나의 고기는 품질과 영양적 가치로 유명하다. 이탈리아 내에서 인가된 정육점을 통해 높은 가격으로 판매되며, 원산지를 보증하기 위하여 품종, 출생 및 도축일자, 식별 번호, 다른 정보 등이 영수증에 상세히 기재되어 있다. 각 18개 주요 부위에는 이탈리아 품종 고급 육우 생산 협회 (Consorzio Produttori Carne Bovina Pregiata delle Razze Italiane)의 기호 '5R' 이 찍혀 있으며, 이 기호는 1984년 7월 5일 행정부 자체 법령에 따른 이탈리아 토착 육우 다섯 품종인 키아니나, 마르키자나, 마렘마나, 로마뇰라, 포돌리카 등을 나타낸다. 중부 이탈리아에 존재하는 세 가지 품종인 키아니나, 마르키자나, 로마뇰라 등은 또한 유럽 공동체 규정 2081/92에 따라 지리적 보호 표시 (Indicazione Geografica Protetta) 인증도 부여된다.

### 교배 육종
키아니나 종은 교배 육종으로서 널리 사용된다. 미국에서 키아니나는 현재 유행에 맞춰 육류의 지방을 낮추기 위한 목적으로 영국의 품종들과 교배되고 있으며 다른 경우에서는 토착 품종들에게 크기, 성장률, 상대적으로 가벼운 골격 무게를 전달하기 위해서도 사용된다. 성장률, 육류 품질, 고온과 저온 그리고 감염 및 질병에 대한 저항성, 거친 지형에 대한 적응력 등의 뛰어난 기질들을 잘 전달하는 것으로 밝혀졌다.:251 키아니나 종과의 교배된 소는 평균보다 한달 정도 일찍 도축 무게에 이를 수 있다. 1971년에 미국으로 처음 키아니나 종의 정액이 수출되어, 미국 내에는 현재 많은 혼혈 소들이 존재한다.:251 첫 미국의 키아니나 x 앵거스 송아지는 1972년 1월 31일 캘리포니아 킹시티 인근 태너힐랜치에서 태어났다. 4년 내로 전미 키아니나 협회 (The American Chianina Association)가 키앵거스 종을 등록하였고, 그 이후 키앵거스 미국 거세우 경연 대회에서 ‘거의 완전한 지배력’을 이뤄냈다. 키아니나의 정액은 1973년 캐나다에서 호주로 첫 수출이 이뤄졌고, 그 이후로는 이탈리아에서 곧장 수입되고 있다. 키앵거스는 호주에서도 널리 인정된 교배 품종이다.